# Nowy cmentarz żydowski w Grabowcu
Nowy cmentarz żydowski w Grabowcu – kirkut społeczności żydowskiej niegdyś zamieszkującej Grabowiec. Powstał około 1891. Ma powierzchnię 1,3 ha. Znajduje się w południowo-wschodniej części miejscowości. Został zniszczony podczas II wojny światowej, zaś macewy pochodzące z kirkutu zostały użyte do celów budowlanych. Obecnie na jego terenie nie zachowały się żadne nagrobki. Jedna macewa pochodząca z cmentarza znajduje się w Regionalnej Izbie Pamięci.